# Sofía Yanóvskaya
Sofía Aleksándrovna Yanóvskaya,  en cirílico ruso Софья Александровна Яновская (Pruzhany, actual Bielorrusia, 31 de enero de 1896-Moscú, 24 de octubre de 1966), fue una matemática e historiadora rusa de origen judío, especializada en historia de las matemáticas, lógica matemática y filosofía de las matemáticas. Se la conoce sobre todo por sus esfuerzos por restaurar la investigación de la lógica matemática en la Unión Soviética y por publicar y editar las obras matemáticas de Karl Marx.

## Biografía
Yanóvskaya nació en Pruzhany, una ciudad cercana a Brest, en el seno de la familia judía del contable Alexander Neimark. De 1915 a 1918 estudió en un colegio femenino de Odesa. En los comienzos de la Revolución rusa tomó parte activa en la política llegando a ser editora del periódico Kommunist en Odesa. Trabajó como funcionaria del partido hasta 1924, cuando empezó a dar clases en el Instituto de la Profesión Roja. A excepción de los años de guerra (1941-1945), trabajó en la Universidad Estatal de Moscú hasta su jubilación. 
Engels había señalado en sus escritos que Karl Marx había escrito algo de matemáticas. Yanonskaya encontró los ''Manuscritos matemáticos'' de Marx y organizó su primera publicación en 1933 en ruso. Se doctoró en 1935. En el mundo académico se la recuerda sobre todo por su trabajo en historia y filosofía de las matemáticas, realizando varias publicaciones relacionadas con la Geometría de Descartes, matemáticas egipcias, paradoja de Zenón de Elea. Convenció a Ludwig Wittgenstein cuando éste visitaba la Unión Soviética en 1935 para que renunciara a su idea de trasladarse a la Unión Soviética. En 1968 Yanovskaya se encargó de mejorar la publicación de la obra de Marx. Murió de diabetes en Moscú en 1966.